# Peper-en-zoutstel

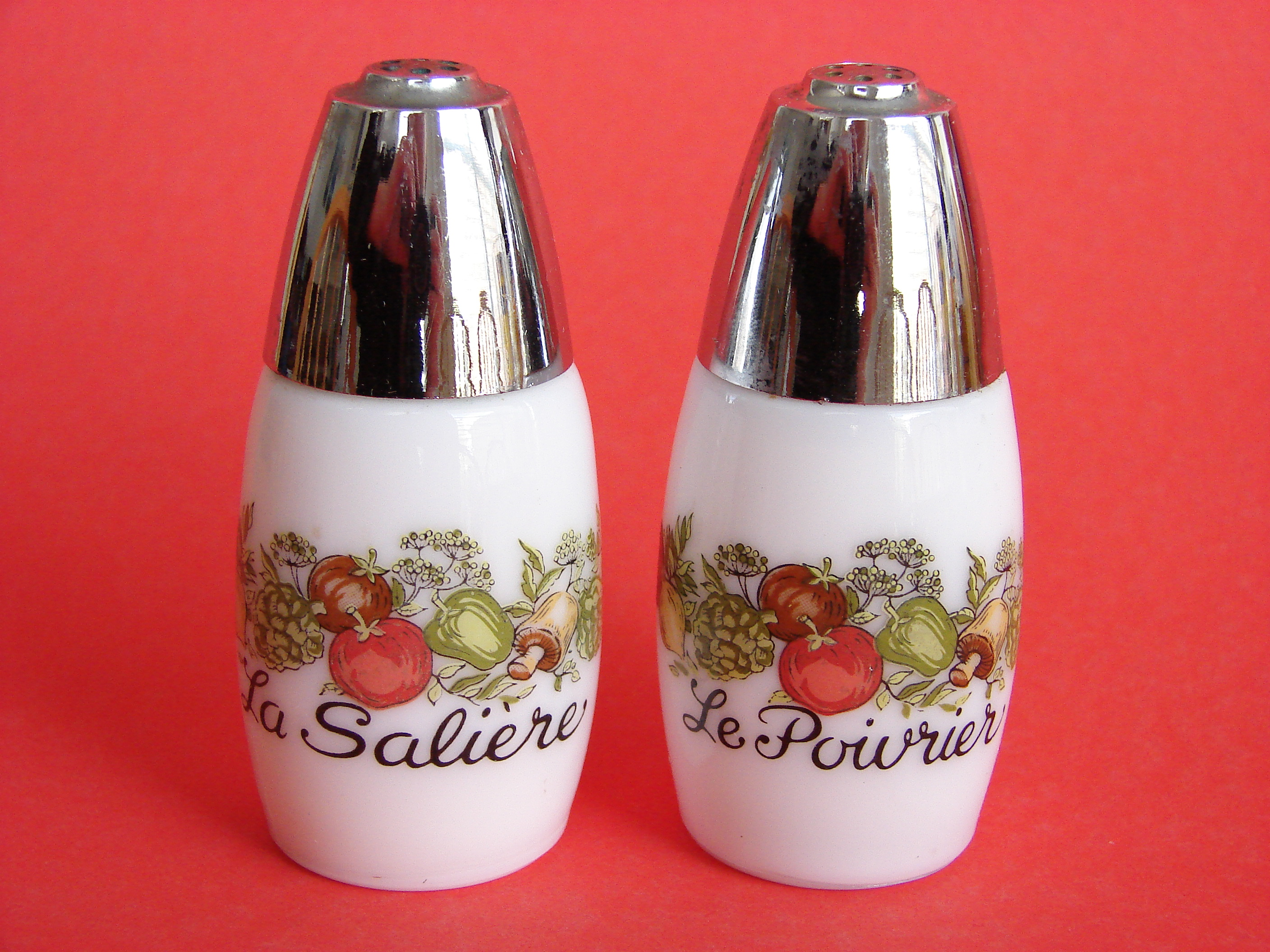
Peper-en-zoutstel

Een peper-en-zoutstel is een set van twee meestal gelijkvormige houders gevuld met peper en zout. Deze houders kunnen bij een maaltijd op tafel worden geplaatst en dienen om de smaakmakers desgewenst aan het voedsel toe te voegen.
De houders worden vervaardigd uit uiteenlopende materialen zoals glas, hout, keramiek, metaal of kunststof. De strooiers kunnen los op tafel worden geplaatst, maar gaan vaak vergezeld van een bijpassende onderzetter of een standaard. Dat laatste doet zich veelal voor in restaurants, waar de standaard, afhankelijk van het soort eetgelegenheid of van de gekozen maaltijd, kan worden aangevuld met azijn, olijfolie, sambal en dergelijke.
Een nieuwe ontwikkeling is dat in plaats van de gebruikelijke strooiers gebruikgemaakt kan worden van een zout- en pepermolen.
Het peper-en-zoutstel is van oudsher een geliefd cadeau bij trouwerijen.
Tevens leent het peper-en-zoutstel zich zeer goed voor grappige verwijzingen. Zo zijn er talloze sets te vinden gebaseerd op bijvoorbeeld bekende duo's, en natuurlijk de klassieke Yin en Yang ontwerpen welke tegelijkertijd een treffende verwijzing zijn naar peper en zout als de "Yin en yang van de keuken".